# Lake Melville
Lake Melville är en sjö i Kanada.   Den ligger i provinsen Newfoundland och Labrador, i den östra delen av landet, 1 500 km nordost om huvudstaden Ottawa. Arean är 3 069 kvadratkilometer.